# Danh sách quốc gia sản xuất urani
Dưới đây là danh sách các quốc gia sản xuất urani năm 2008 chủ yếu theo số liệu của Cục Khảo sát Địa chất Anh tháng 7 năm 2008.
| Thứ tự | Quốc gia /khu vực | Sản lượng urani (tấn) | % so với sản lượng thế giới |
| ------ | ----------------- | --------------------- | --------------------------- |
|        | Thế giới          | 39.100                | -                           |
| 1      | Canada            | 9.862                 | 25,2%                       |
| 2      | Úc                | 7.606                 | 19,5%                       |
| 3      | Kazakhstan        | 5.279                 | 13,5%                       |
| 4      | Niger             | 3.434                 | 8,8%                        |
| 5      | Nga               | 3.262                 | 8,3%                        |
| 6      | Namibia           | 2.782                 | 7,1%                        |
| 7      | Pakistan          | 2.260                 | 5,8%                        |
| 8      | Hoa Kỳ            | 1.579                 | 4,0%                        |
| 9      | Ukraina           | 800                   | 2.0%                        |
| 10     | Trung Quốc        | 750                   | 1,9%                        |
| 11     | Nam Phi           | 542                   | 1,4%                        |
| 12     | Cộng hòa Séc      | 383                   | 1,0%                        |
| 13     | Brasil            | 190                   | 0,6%                        |
| 14     | Ấn Độ             | 177                   | 0,55%                       |
| 15     | România           | 90                    | 0,28%                       |
| 16     | Đức               | 65                    | 0,20%                       |
| 17     | Uzbekistan        | 45                    | 0,14%                       |